# Луговая (Одинцовский район)
Луговая — посёлок сельского типа в Одинцовском районе Московской области, в составе сельского поселения Часцовское. Население 17 человек на 2006 год, в посёлке числится 1 садовое товарищество. До 2006 года Луговая входила в состав Часцовского сельского округа.
Пристанционный посёлок у железнодорожной платформы Часцовская, Смоленского направления МЖД, в верховьях подмосковной реки Сетунь, расположен на юго-западе района, в 57 км от москвы и в 3 км на северо-восток от Кубинки, высота центра над уровнем моря 216 м.